# NGC 3850
NGC 3850 (również PGC 36660 lub UGC 6733) – galaktyka spiralna z poprzeczką (SBc), znajdująca się w gwiazdozbiorze Wielkiej Niedźwiedzicy. Odkrył ją William Herschel 14 kwietnia 1789 roku.